# Weghäusl
Weghäusl ist ein Gemeindeteil der Gemeinde Windach im oberbayerischen Landkreis Landsberg am Lech.

## Geographie
Die Einöde liegt einen Kilometer östlich von Schöffelding, südöstlich der Anschlussstelle Schöffelding der Bundesautobahn 96 auf der Gemarkung Schöffelding.

## Geschichte
Hier wohnte einst der königlich bayerische Wegemacher Riegg, der Ende des 19. Jahrhunderts für die Pflege des Teilabschnittes der alten Landsberger Straße zuständig war.